# California State Route 145
California State Route 145, kurz CA 145, ist ein in Nord-Süd-Richtung verlaufender Highway im US-Bundesstaat Kalifornien.
Der Highway beginnt im Zentrum des San Joaquin Valleys nördlich von Coalinga an der Interstate 5 und endet nördlich von Fresno an der California State Route 41. Bei Kerman überschreitet er die California State Route 180. Bei Madera trifft er die California State Route 99.